# Цинна (растение)
Ци́нна (лат. Cínna) — род многолетних травянистых растений семейства Злаки, или Мятликовые (Poaceae).

## Ботаническое описание

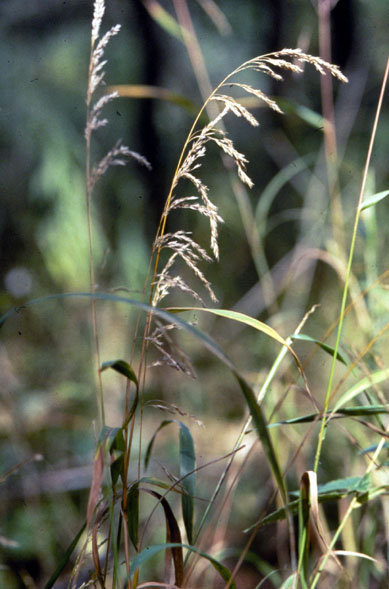
Цинна тростниковая (Cinna arundinacea)

Многолетние травянистые растения с ползучими подземными побегами. Стебли прямостоячие, 60—150 см высотой. Влагалища расщеплены почти до основания, шероховатые. Язычки перепончатые, слабо шероховатые на спинке, 3—10 мм длиной. Листья линейные или ланцетно-линейные, плоские, шероховатые, 0,7—1,8 см шириной.

## Распространение и местообитание
Хотя род включает всего 4 вида, они достаточно широко распространены в умеренных регионах Северной и Южной Америки и Евразии. Произрастают во влажных местах, особенно вблизи водоёмов.

## Таксономия
Род Цинна включает 4 вида:
- Cinna arundinacea L. typus[1] — Цинна тростниковая
- Cinna bolanderi Scribn. — Цинна Боландера
- Cinna latifolia (Trevir.) Griseb. — Цинна широколистная
- Cinna poiformis (Kunth) Scribn. & Merr.